# Abadzekhia
Abadzekhia là một chi cá thu rắn tiền sử đã tuyệt chủng sống vào đầu thế Oligocen ở nơi mà này nay là Dãy núi Kavkaz của miền Nam nước Nga. Hóa thạch của chi này cũng được tìm thấy ở Đức.